# Mandalay (skonare)
Mandalay är en tremastad barkentin med stålskrov som byggdes 1923 på Burmeister & Wain i Köpenhamn som fritidsfartyg åt miljardären Edward Francis Hutton under namnet Hussar IV.
Det 164 meter långa fartyget hade ursprungligen en skonarrigg på 2 000 m² och en dieselmotor med 800 hästkrafter. Hon var inredd med flera redarhytter och plats för 8 passagerare och en besättning på 30 man.

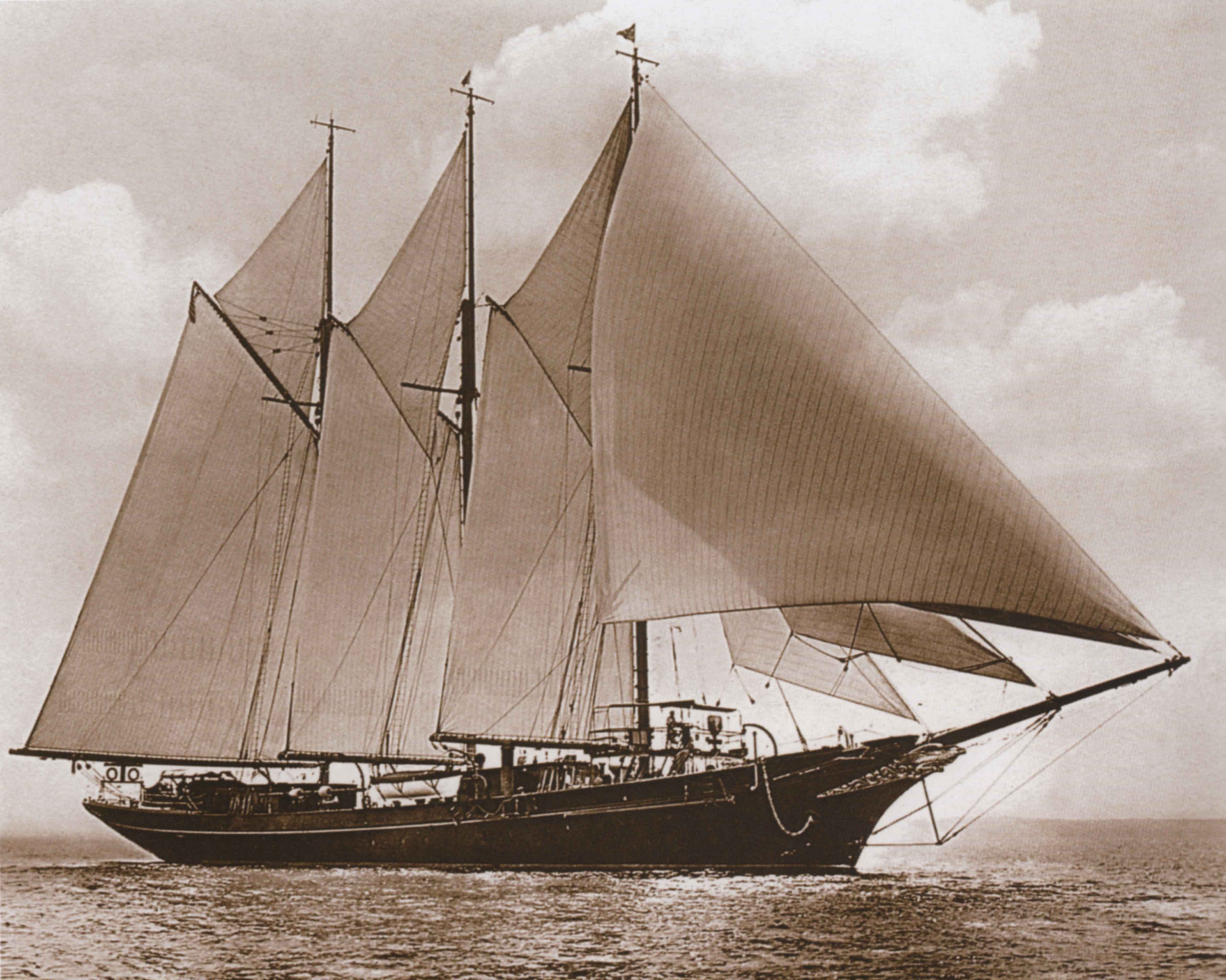
Hussar IV, 1920-tal.

Hussar IV som var en av sin tids snabbaste segelfartyg, såldes år 1935 till den norske skeppsredaren Georg Unger Vetlesen och hans hustru Maude Monell i USA. Fartyget döptes om till Vema efter de två första bokstäverna i deras efternamn.
Under andra världskriget seglade hon som skolfartyg för amerikanska flottan och från 1953 till 1981 användes hon som forskningsfartyg.

Vemasprikzonen över mittatlantiska ryggen.

Hon nedriggades och gjorde totalt 26 oceanografiska forskningsresor för Columbia University. 
Flera olika upptäckter har fått namn efter fartyget, bland annat en sprickzon över den mittatlantiska ryggen i närheten av ekvatorn.

Vema såldes år 1981 och byggdes om till kryssningsfartyg under namnet Mandalay. Hon seglade i Västindien till år 2003 och efter  ombyggnad för nya ägare runt Galápagosöarna. Från 2013 seglade hon för Sail Windjammer i Grenadinerna, men våren 2021 meddelade rederiet att de lade ned verksamheten på grund av covid-19-pandemin. Skonaren måste repareras och har tagits in på varv.